# 크리스 재거
크리스토퍼 재거(영어: Christopher Jagger, 1947년 12월 19일 ~ )는 영국의 음악가이자 배우이다. 롤링 스톤스의 프론트맨인 믹 재거의 남동생이다.